# Enrique Finot
Enrique Finot (Vallegrande, Bolivia, 16 de septiembre de 1890-ídem, 23 de diciembre de 1952) fue un escritor, historiador, político y diplomático hispanista boliviano. La Escuela Normal de Maestros en la ciudad de Santa Cruz lleva su nombre.
Realizó sus estudios secundarios en el Colegio Nacional Florida. Contribuyó al estudio de la historia con libros muy reconocidos en la sociedad cruceña, como ser: Historia de la conquista del oriente boliviano o La cultura colonial española en el Alto Perú. Participó en misiones diplomáticas al extranjero durante el gobierno del Gral. David Toro Ruilova en la década de 1930.

## Biografía
Nació en Vallegrande (departamento de Santa Cruz, Bolivia), el 16 de septiembre de 1890, hijo del ingeniero francés Juan Francisco Finot y de la boliviana Olinfa Oliva. Fue también hermano del poeta y dramaturgo Emilio Finot.
La historiadora Paula Peña, mediante su artículo Enrique Finot, su obra y su tiempo, incluido en el tomo II del libro Pensadores del oriente boliviano, aclara que Enrique Finot nació en 1890 y no en 1891, y que su apellido materno es Oliva y no Franco. A pesar de esto, muchos historiadores y biógrafos han repetido el dato de que el autor cruceño nació en 1891 y que se llama Enrique Finot Franco.
El padre de Enrique y Emilio, Don Juan Francisco o Jean François, estuvo a cargo de la construcción de una parte del ferrocarril Cochabamba-Santa Cruz de la Sierra, sección que llegó hasta la ciudad cochabambina de Aiquile. Este proyecto se realizó mediante la empresa La Compagnie des Etablissements Eiffel, de Gustave Eiffel.
Enrique Finot estudió en colegio Nacional Florida de Santa Cruz de la Sierra, su ciudad natal, y después en la Escuela Normal de Maestros de Sucre (hoy Escuela Superior de Formación de Maestros Mariscal Sucre).
En 1908 se tituló como profesor de dibujo y cartografía y se dedicó durante unos años a la enseñanza, periodo en el que escribió Historia de la pedagogía boliviana.
Ingresó en 1917 en el servicio diplomático, que lo llevó a Perú, Argentina, Estados Unidos y México.
Enrique Finot fue diputado por Santa Cruz (1927-31) y se desempeñó como ministro de Exteriores (1936-1937). Participó en las negociaciones de límites entre Bolivia y Paraguay posteriores a la Guerra del Chaco, que finalizó en 1935, y negoció y rubricó en representación del Gobierno tanto el acuerdo de paz como el tratado de límites en el que se definió que Bolivia tendría acceso al mar por el río Paraguay.
También como escritor ha dejado una huella profunda. Para el historiador Jorge Siles Salinas, Enrique Finot representa "la figura más alta en la producción literaria boliviana del siglo XX. La fecundidad de su obra en el campo histórico se aprecia en tres libros plenamente logrados: «Historia de la conquista del oriente boliviano», «Nueva Historia de Bolivia» e «Historia de la literatura boliviana»[...] Su estilo, de corte clásico, está a la altura de los mejores prosistas hispanoamericanos en ese período".
Aunque descolló principalmente en el género histórico, escribió también dos novelas, publicadas con un intervalo de veinte años: El cholo Portales (1926) y Tierra adentro (1946; esta obra sería adaptada para la televisión en 11 series, bajo la dirección general de Enrique Alfonso y estrenada en 1997). Además, fundó el periódico El País, colaboró en El Diario y El Figaro de La Paz y dirigió El Liberal de la misma ciudad y El Oriente de Santa Cruz, así como la revista pedagógica La Educación Moderna.
Enrique Finot fue miembro de tres academias: correspondiente de la Real Española de la Lengua y de la Academia de la Historia de Argentina y miembro de número de la Academia de Historia de Bolivia.
Varios establecimientos educativos han sido bautizados en su honor, como, por ejemplo, la Escuela Superior de Formación de Maestros Enrique Finot, de Santa Cruz.

## Obras

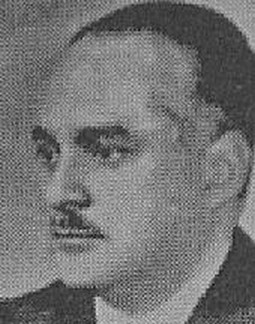
Enrique Finot

- Historia de la pedagogía boliviana, La Paz, 1917
- Bolivia en el primer centenario de su independencia, como uno de los redactores, La Paz, 1925
- El cholo Portales, novela, Librería Renacimiento, La Paz, 1926
- La historia de Bolivia en imágenes, Editorial Renacimiento, La Paz, 1927
- Historia ilustrada de Bolivia,[8] 1928
- Nuevos aspectos de la cuestión del Chaco, Editorial Renacimiento, La Paz, 1931
- La guerra del Chaco y los Estados Unidos, Editorial América, La Paz, 1935
- Bolívar pacifista. Orígenes de la cooperación internacional en América, L. & S. Print. Co., Nueva York, 1936
- Historia de la conquista del oriente boliviano, con prólogo del historiador argentino Roberto Levillier, Casa Editora: Librería Cervantes, Julio Suárez, Buenos Aires, 1939
- Historia de la literatura boliviana, con ilustraciones de José Arrellado Fuischer, Librería de Porrúa Hermanos y Compañía, México D.F., 1943
- Nueva historia de Bolivia, Fundación Universitaria Patiño, Buenos Aires, 1946 (La Paz, 1955)
- Tierra adentro, Editorial Ayacucho, Buenos Aires, 1946
- Nueva historia de la literatura boliviana. Ensayo de interpretación sociológica, Fundación Universitaria Patiño, Buenos Aires, 1946